# James Macrae
James Macrae (* um 1677 in Ayrshire; † 21. Juli 1744 in Monkton, Ayrshire) war ein britischer Kapitän und Kolonialadministrator der Britischen Ostindien-Kompanie.

## Leben
James Macrae wurde im schottischen Ayrshire als Kind sehr armer Eltern geboren. Sein Vater, der einer Nebenlinie des Clan Macrae entstammte, starb noch während seiner Kindheit, und seine Mutter verdiente ihren Lebensunterhalt als Wäscherin. Der Unterstützung seiner Familie durch den Bratschisten Hugh Macguire (auch Hew M’Quyre) hatte er zu verdanken, dass er in Ayr eine geringe Ausbildung erhielt. 1692 heuerte er bei der Handelsmarine an.
Er diente viele Jahre, zunächst als einfacher Matrose, auf Schiffen der Ostindien-Kompanie, die im Handel zwischen Großbritannien und Vorder- und Hinterindien verkehrten. Spätestens 1720 war er zum Kapitän aufgestiegen. Insbesondere sein Engagement im Kampf gegen den Piraten Edward England im Jahr 1720 und eine erfolgreiche Bergungsaktion im Jahr 1722, beeindruckten die Direktoren der Ostindien-Kompanie so sehr von seiner Treue, Standhaftigkeit und Autorität, dass sie ihn 1723 als Superintendent mit der Untersuchung und Beendigung der in der britischen Handelsniederlassung Bengcoolen an der Westküste Sumatras verbreiteten Korruption und Unterschlagung beauftragten. Trotz der Tiefe und des Ausmaßes der Missbräuche, die Macrae in Sumatra festgestellte, wurden seine Reformvorschläge nicht umgesetzt, und die Angelegenheiten der Ostindien-Kompanie in Sumatra blieben in kostspieliger Unordnung. Anschließend wurde er in die Präsidentschaft Madras an der indischen Koromandelküste versetzt, wo er den Posten des Gouverneurs (Deputy Governor) von Fort St. David übernahm.
Am 15. Januar 1725 trat Macrae die Nachfolge von Nathaniel Elwick als Gouverneur der Präsidentschaft Madras an. Er setzte wirtschaftlich erfolgreiche Reformen auf allen Seiten der Finanzverwaltung von Madras durch. Er reduzierte die Ausgaben erheblich und führte eine gründliche Revision der Missbräuche in der Münzprägeanstalt sowie im Zusammenhang mit dem Wechselkurs und dem Silberexport durch. 1727 führte er eine allgemeine steuerliche Erhebung der Stadt und der Vororte durch, führte eine Überprüfung der Fähigkeiten und des Verhaltens der leitenden Angestellten des Unternehmens durch, von denen einige entlassen wurden. Im August 1727 setzte er die am 24. September 1726 von König Georg I. erlassene neue Satzung um, die im Juli 1727 Madras erreicht hatte, und die der Verwaltung von Madras erweiterte Rechtssprechungsbefugnisse gewährte und das Amt eines Mayors und Sheriffs von Madras einführte. Nach Ablauf der üblichen fünfjährigen Amtszeit wurde Macrae am 14. Mai 1730 von George Morton Pitt abgelöst.
Macrae war seinen Freunden gegenüber großzügig, ging seinen Verpflichtungen gewissenhaft nach, legte großen Wert auf die Anstandsregeln bei Handelsgeschäften und übte offen seinen Glauben an Disziplin und die Autorität seiner Position aus. Als er in den Ruhestand ging, wurden sowohl gegen Macrae als auch gegen seinen Dubash (Makler) Guda Ankanna Beschwerden wegen Korruption und Unterdrückung eingereicht. Die Beschwerden stammten offenbar im Wesentlichen von Kaufleuten, deren Privatgeschäfte Macrae auftragsgemäß zu Gunsten von Geschäften der Ostindien-Kompanie behindert hatte. Jedenfalls führten die erschöpfenden Untersuchungen der Ostindien-Kompanie waren im August 1732 zu der Entscheidung, dass das keine Anklage gegen Macrae eröffnete. Am 21. Januar 1731 segelte Macrae nach Großbritannien zurück und führte dabei ein Vermögen mit, das auf über 100.000 £ an Edelmetallen und Diamanten geschätzt wurde.
Nach seiner Rückkehr in seine Heimat erwarb Macrae mehrere große Landgüter im Westen Schottlands. 1736 erwarb er ein Gut bei Monkton in Ayrshire und ließ dort das Anwesen Orangefield House als seinen Wohnsitz errichten. Am 1. August 1733 erhielt er das Bürgerrecht der Stadt Ayr. 1735 stiftete er der Stadt Glasgow das Reiterdenkmal Wilhelms III.
Macrae hatte keine leiblichen Kinder; seine Gattin, eine Schwester der Kapitäne der Ostindien-Kompanie David und John Hunter, war bereits im Juni 1725 in Blackheath in Kent gestorben. Macrae starb am 21. Juli 1744 in Orangefield House und wurde auf dem Friedhof der Kirche von Monkton beigesetzt, wo das 1750 von John Swan errichtetes Denkmal Macrae’s Monument an ihn erinnert.
Als Macrae nach über vierzig Jahren der Abwesenheit in seine schottische Heimat zurückkehrt war, hatte er keinen seiner eigenen Verwandten mehr lebend vorgefunden. Stattdessen suchte er die Familie seines alten Wohltäters, Hugh Macguire, auf, dessen fünf Enkelkinder er großzügig versorgte. James Macguire, dem Ältesten, hinterließ er die feudale Baronie Houston, unter der Bedingung, dass er den Familiennamen Macrae annahm. Auch Macguires Enkelinnen wurden von Macrae ähnlich großzügig beschenkt. Die Älteste, Elizabeth Macguire, der Macrae die feudale Baronie Ochiltree als Aussteuer schenkte, heiratete 1744 William Cunningham, 13. Earl of Glencairn. Die zweite Enkelin, Margaret Macguire, heiratete 1749 James Erskine, Lord Alva (1722–1796), Richter am Court of Session, und die dritte, Macrae Macguire, heiratete Charles Dalrymple, Sheriff-Clerk von Ayr, der nach Macraes Tod das Gut Orangefield erbte.